# Roseira (ort)
Roseira är en ort i Brasilien.   Den ligger i kommunen Roseira och delstaten São Paulo, i den sydöstra delen av landet, 800 km söder om huvudstaden Brasília. Roseira ligger 554 meter över havet och antalet invånare är 9 606.
Terrängen runt Roseira är platt åt nordväst, men åt sydost är den kuperad. Runt Roseira är det tätbefolkat, med 286 invånare per kvadratkilometer.. Närmaste större samhälle är Pindamonhangaba, 16,2 km väster om Roseira.
Omgivningarna runt Roseira är huvudsakligen savann.